# Duncan (Oklahoma)
Pour les articles homonymes, voir Duncan.
La ville de Duncan est le siège du comté de Stephens, dans l’État d’Oklahoma, aux États-Unis. Sa population s’élevait à 23 431 habitants lors du recensement de 2010, estimée à 23 231 habitants en 2015.

## Personnalité liée à la ville
Erle P. Halliburton a établi à Duncan en 1919 la compagnie qui allait devenir Halliburton.

## Source
- (en) Cet article est partiellement ou en totalité issu de l’article de Wikipédia en anglais intitulé « Duncan, Oklahoma » (voir la liste des auteurs).